# Frank Dewane
Frank Joseph Dewane (ur. 9 marca 1950 w Green Bay) – amerykański duchowny katolicki, biskup Venice od 2007.

## Życiorys
Święcenia kapłańskie otrzymał 16 lipca 1988. Inkardynowany do diecezji Green Bay, został wikariuszem parafii św. św. Piotra i Pawła w tymże mieście oraz obrońcą węzła trybunału kościelnego. W 1991 rozpoczął współpracę z misją dyplomatyczną Watykanu przy ONZ. W latach 1995–2001 był pracownikiem Papieskiej Rady Cor Unum. W 2001 został mianowany podsekretarzem Papieskiej Rady Iustitia et Pax.
25 kwietnia 2006 papież Benedykt XVI mianował go biskupem koadiutorem diecezji Venice. Sakry biskupiej udzielił mu 25 lipca 2006 ówczesny ordynariusz Venice - John Nevins. Pełnię rządów w diecezji objął 19 stycznia 2007 po przejściu na emeryturę poprzednika.